# Liste bekannter Choreografen
Die folgende Liste umfasst international bekannte Choreografen.

## A
- Carlos Acosta Ballett
- Alvin Ailey Moderner Tanz
- Frederick Ashton Ballett

## B
- George Balanchine Ballett
- Pina Bausch Tanztheater
- Pierre Beauchamp
- Jérôme Bel Zeitgenössischer Tanz
- Busby Berkeley
- Maurice Béjart Neoklassisches Ballett
- Ivaldo Bertazzo Ausdruckstanz für Straßenkinder
- Mauro Bigonzetti Neoklassisches Ballett
- Carlo Blasis
- Matthew Bourne
- August Bournonville Ballett
- Peter Breuer
- Trisha Brown Postmoderner Tanz
- Alain Buffard Moderner französischer Tanz

## C
- Carolyn Carlson
- Fabritio Caroso Historischer Tanz
- Fanny Cerrito Ballett
- Jackie Chan Kung fu-Film
- Chandralekha Indischer Tanz
- Boris Charmatz Zeitgenössischer Tanz
- Sidi Larbi Cherkaoui Zeitgenössischer Tanz
- Lucinda Childs Postmoderner Tanz
- Marie Chouinard Zeitgenössischer Tanz
- Michael Clark
- Edward Clug
- Jean Coralli
- John Cranko Ballett
- Merce Cunningham Moderner Tanz, „Vater des Postmodernen Tanzes“[1]

## D
- Jean Dauberval Historischer Tanz, Ballett
- David Dawson Ballett
- Ruth St. Denis
- Jefta van Dinther Moderner Tanz
- Anthony Dowell Ballett
- Nacho Duato Neoklassisches Ballett
- Kim Duddy Musical
- Giambattista Dufort Historischer Tanz
- Isadora Duncan
- Katherine Dunham

## E
- Guglielmo Ebreo Historischer Tanz
- Mats Ek Neoklassisches Ballett
- Alexander Ekman Neoklassisches Ballett
- Sharon Eyal Zeitgenössischer Tanz

## F
- Jo Fabian
- Jan Fabre Zeitgenössischer Tanz
- Jean Favier Historischer Tanz, Ballett
- Michel Fokine Ballett
- Michael Flatley Irish Dance
- William Forsythe Zeitgenössischer Tanz, Zeitgenössisches Ballett
- Bob Fosse

## G
- Giovanni Galzerani
- Maximilien Gardel
- Pierre Gardel
- Sonia Gaskell
- Emanuel Gat Zeitgenössischer Tanz
- Eric Gauthier Neoklassisches Ballett
- Roland Gawlik
- Yvonne Georgi
- Valeska Gert Ausdruckstanz
- Gaetano Gioia
- Carl Godlewski Ballett, Revue
- Marco Goecke Neoklassisches Ballett
- Martha Graham Moderner Tanz
- Tatjana Gsovsky

## H
- Joseph Hansen
- Chris Haring Zeitgenössischer Tanz
- Joseph Haßreiter Ballett, Revue
- Marcia Haydée
- Heike Hennig Zeitgenössischer Tanz, Oper und Tanztheater
- Hanya Holm
- Florentina Holzinger Zeitgenössischer Tanz
- Anna Huber
- Doris Humphrey
- Sammo Hung Kung-fu-Film

## I
- Johan Inger neoklassisches Ballett
- Lew Iwanow Ballett
- Jessica Iwanson Moderner Tanz

## J
- Robert Joffrey
- Bill T. Jones
- Kurt Jooss Tanztheater

## K
- Anne Teresa De Keersmaeker Zeitgenössischer Tanz
- Akram Khan Zeitgenössischer Tanz
- Hans-Werner Klohe
- Terence Kohler
- Johann Kresnik Tanztheater
- Harald Kreutzberg Ausdruckstanz
- Jiří Kylián Neoklassisches Ballett

## L
- Rudolf von Laban Ausdruckstanz
- Pierre Lacotte Ballett
- Katharina Lanner Ballett
- Helen le Clercq Zeitgenössische Tanz
- Lior Lev Ballett
- Sarah Levy-Tanai Modernes Tanztheater
- Blanca Li Zeitgenössischer Tanz
- Sergej Lifar
- Toula Limnaios Zeitgenössischer Tanz
- José Limón Moderner Tanz
- Susanne Linke Moderner Tanz
- Édouard Lock Zeitgenössisches Ballett

## M
- Kenneth MacMillan Ballett
- Royston Maldoom
- Hans van Manen Neoklassisches Ballett
- Jörg Mannes Neoklassisches Ballett
- Maguy Marin Zeitgenössischer Tanz
- Dada Masilo
- Léonide Massine Ballett
- Joseph Mazilier Ballett
- Wayne McGregor Zeitgenössisches Ballett
- Pavel Mikulastik
- Agnes de Mille
- Mathilde Monnier Zeitgenössischer Tanz
- Goyo Montero
- Mark Morris Moderner Tanz

## N
- Josef Nadj Zeitgenössischer Tanz
- Ohad Naharin Zeitgenössischer Tanz
- Cesare Negri Historischer Tanz
- John Neumeier Ballett
- Stephanie Nguyen Moderner Tanz
- Sven Niemeyer Musical
- Bronislava Nijinska Ballett
- Vaslav Nijinsky Ballett
- Alwin Nikolais
- Jean Georges Noverre Historischer Tanz
- Rudolf Nurejew Ballett

## O
- Bettina Owczarek

## P
- Gret Palucca Ausdruckstanz
- Valery Panov
- Dimitris Papaioannou Zeitgenössischer Tanz
- Jules Perrot Ballett
- Jean-Antoine Petipa Ballett
- Lucien Petipa Ballett
- Marius Petipa Ballett
- Roland Petit Ballett
- Domenico da Piacenza Historischer Tanz
- Luis Pereyra Tango Argentino, Folklore Argentiniens
- Boris Pilato Ballett, Moderner Tanz
- Crystal Pite Modernes Ballett
- Alain Platel Zeitgenössischer Tanz
- Gaetano Posterino Zeitgenössischer Tanz, Tanztheater, Ballett
- Angelin Preljocaj Neoklassisches Ballett

## R
- Yvonne Rainer Postmoderner Tanz
- Marie Rambert
- Alexei Ratmansky
- Gene Reed
- Jerome Robbins Moderner Tanz
- Wade Robson
- Henning Rübsam

## S
- Arthur Saint-Léon Ballett
- Birgit Scherzer Ballett
- Tom Schilling Ballett
- Bernd Schindowski
- Martin Schläpfer Neoklassisches Ballett
- Oskar Schlemmer
- Joachim Schlömer
- Uwe Scholz Ballett
- Mario Schröder Ballett
- Tino Sehgal
- Nikolai Grigorjewitsch Sergejew Ballett
- Konstantin Michailowitsch Sergejew Ballett
- Hofesh Shechter Zeitgenössischer Tanz
- Arila Siegert Ballett
- Anna Sokolow
- Heinz Spoerli Ballett
- Christian Spuck Neoklassisches Ballett
- Meg Stuart Zeitgenössischer Tanz

## T
- Marie Taglioni Ballett
- Paul Taglioni Ballett
- Salvatore Taglioni Ballett
- John Taras Ballett
- Paul Taylor Moderner Tanz
- Philip Taylor Moderner Tanz
- Saburo Teshigawara Zeitgenössischer Tanz
- Glen Tetley
- Twyla Tharp Moderner Tanz
- Stephan Thoss Neoklassisches Ballett
- Christopher Tölle Musical
- Antony Tudor

## U
- Jochen Ulrich Ballett

## V
- Ninette de Valois Ballett
- Youri Vámos Ballett
- Wim Vandekeybus Zeitgenössischer Tanz
- Auguste Vestris
- Gaetano Vestris
- Salvatore Viganò
- Sergei Vikharev Ballett

## W
- Waldeen Ballett
- Erich Walter Ballett
- Sasha Waltz Moderner Tanz
- Myroslaw Wantuch
- Jean Weidt  Moderner Tanz
- Jörg Weinöhl Ballett
- Johannes Wieland Moderner Tanz
- Mary Wigman Ausdruckstanz
- Christoph Winkler Zeitgenössischer Tanz

## Z
- Renato Zanella
- Gregor Zöllig Zeitgenössischer Tanz